# Вулиця Тиверська (Львів)
Ву́лиця Ти́верська — вулиця у Сихівському районі міста Львова, в місцевості Новий Львів. Сполучає вулицю Мишуги з вулицею Запорізькою, а з вулицею Литовською утворює перехрестя.

## Історія
На початку 1930-х років територія околиць маєтку Красучин біля парку «Залізна Вода» привернула увагу уряду Львова завдяки мальовничому розташуванню, здоровому клімату та відповідним гігієнічним вимогам. Ініціатором забудови цієї дільниці був видатний інженер-архітектор Тадеуш Врубель, який розробив шість типових проектів для поселення «Новий Львів», будівництво якого він обстоював. 1933 року магістрат виділив територію площею близько 8 гектарів, розбивши її на 115 ділянок для фінансово доступної приватної забудови. Ця територія розташована в межах вулиць: Поморської (нині вул. Мишуги), Власна Стріха (нині вул. Панаса Мирного), Литовської, Мазовецької (вул. Запорізька), Шльонської (згодом вул. Кибальчича, з 2022 року — вул. Херсонська); Цешинської і Торунської (нині — вул. Тернопільська та Кашубської (нині вул. Тиверська).

## Назва
У 1933—1943 роках — вулиця Кашубска, названа так на честь кашубів — західнослов'янського народу, що проживає на північному заході Польщі. Від 1943 року — вулиця Кашубенґассе. По війні повернена передвоєнна назва — вулиця Кашубска. Сучасна назва — вулиця Тиверська походить від 1950 року та назви східнослов'янського племінного союзу тиверців.

## Забудова
На вулиці Тиверській присутні двоповерхові будинки 1930-х років, збудовані в стилі польського та п'ятиповерхові будинки 1980-х років, а також збудовані в стилі радянського конструктивізму.

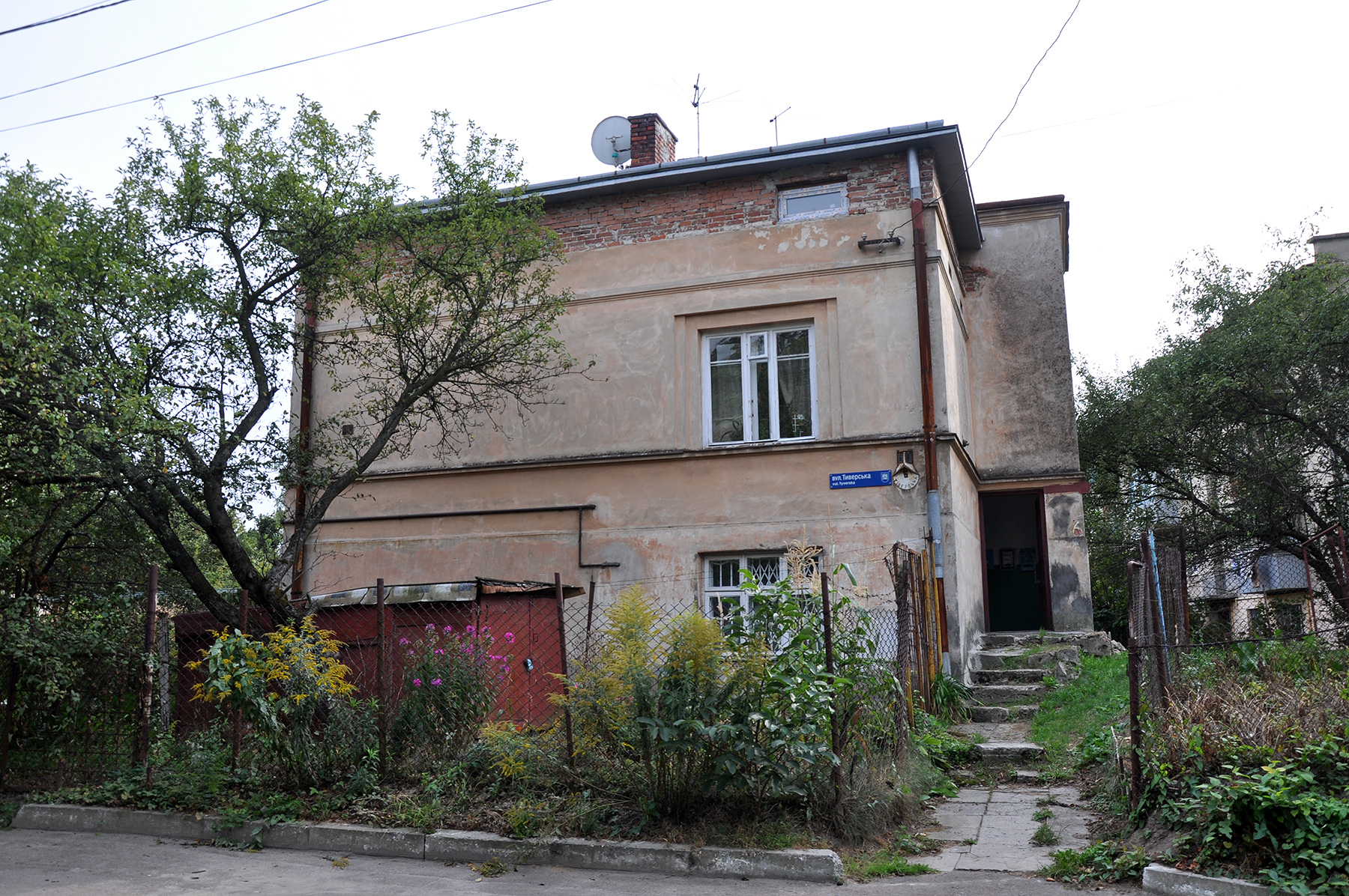
Будинок № 6
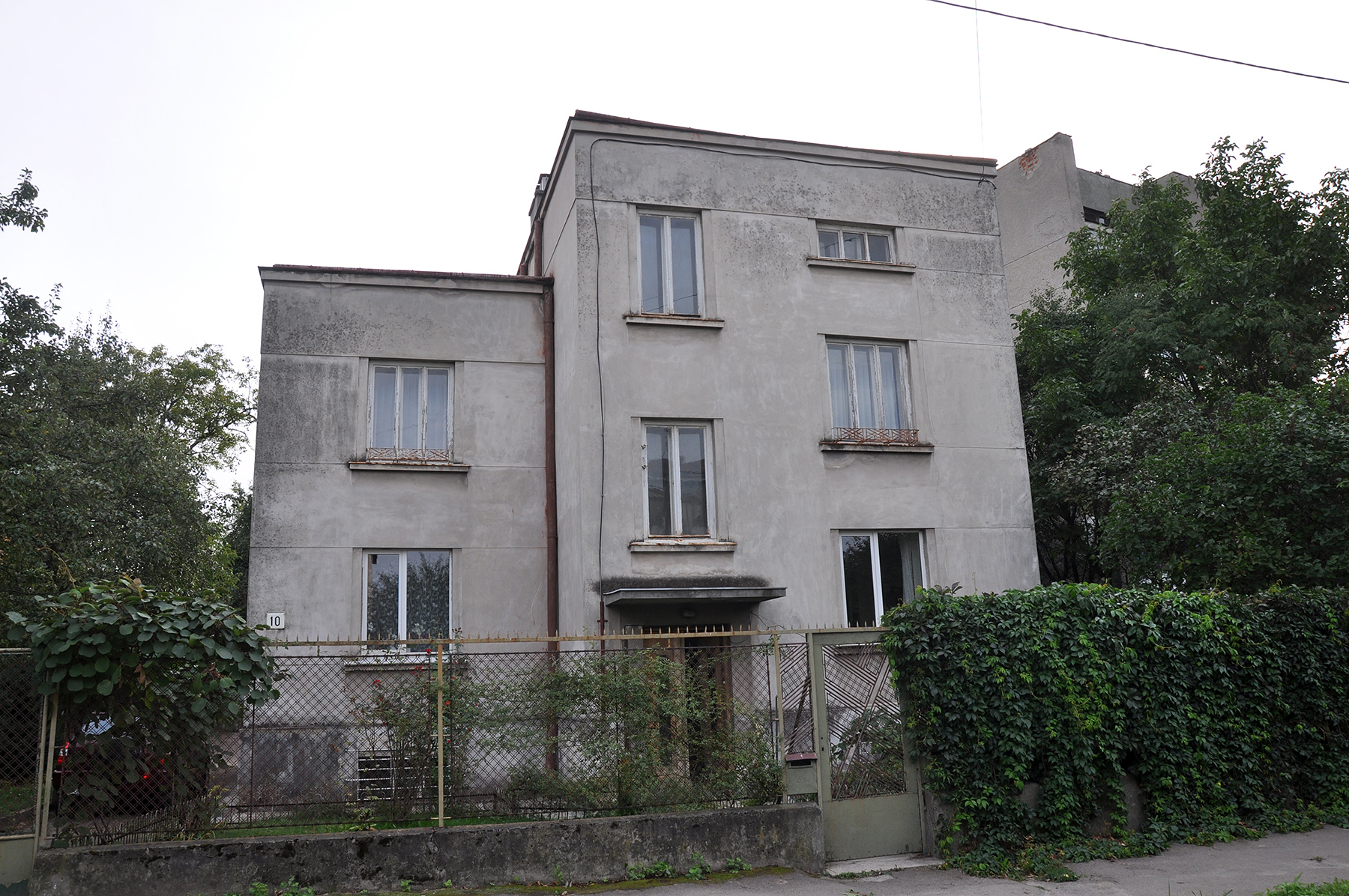
Будинок № 10
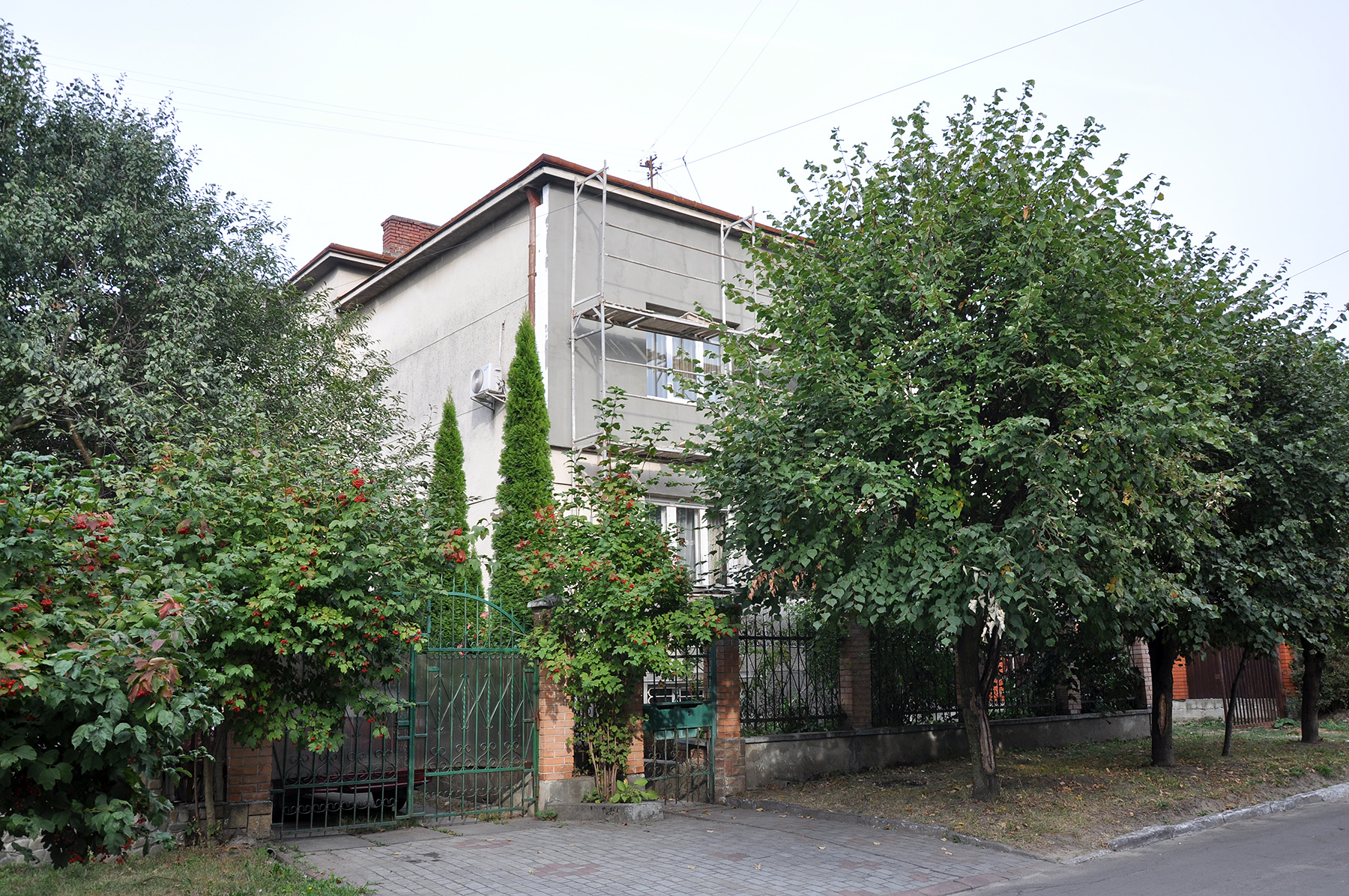
Будинок № 11
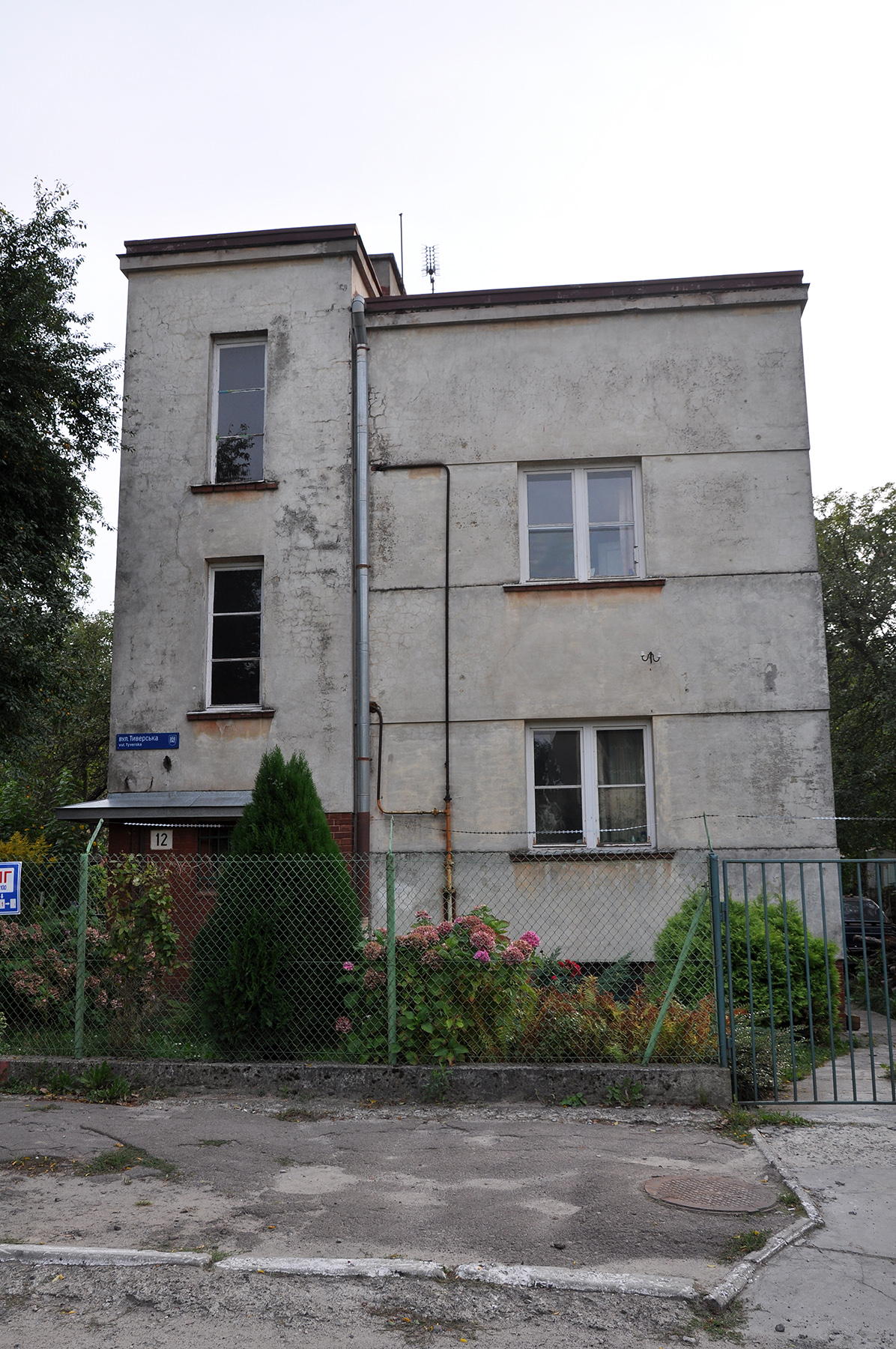
Будинок № 12